# Clytra quadripunctata
{{Bảng phân loại
| name = Clytra quadripunctata
| image = Clytra fg01.jpg
| image caption = Clytra quadripunctata
| regnum = Animalia 
| phylum = Arthropoda 
| classis = Insecta 
| ordo = Coleoptera
| familia = Chrysomelidae
| genus = Clytra
| species = C. quadripunctata
| binomial = Clytra quadripunctata
| binomial_authority = Linnaeus, 1758
Clytra quadripunctata là một loài bọ cánh cứng trong họ Chrysomelidae. Loài này được Linnaeus mô tả khoa học năm 1758.

## Hình ảnh

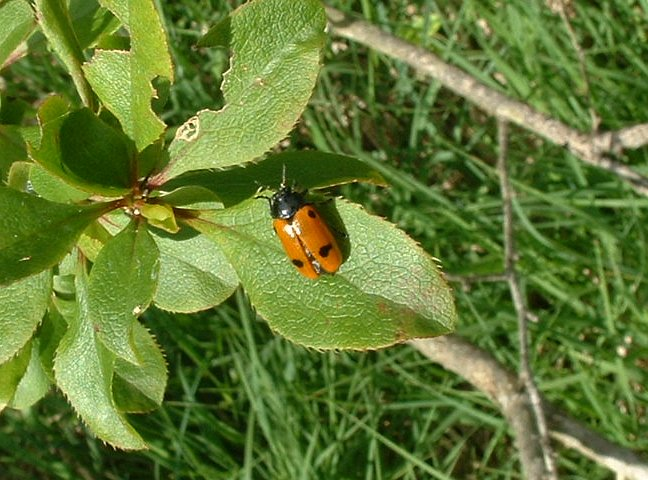
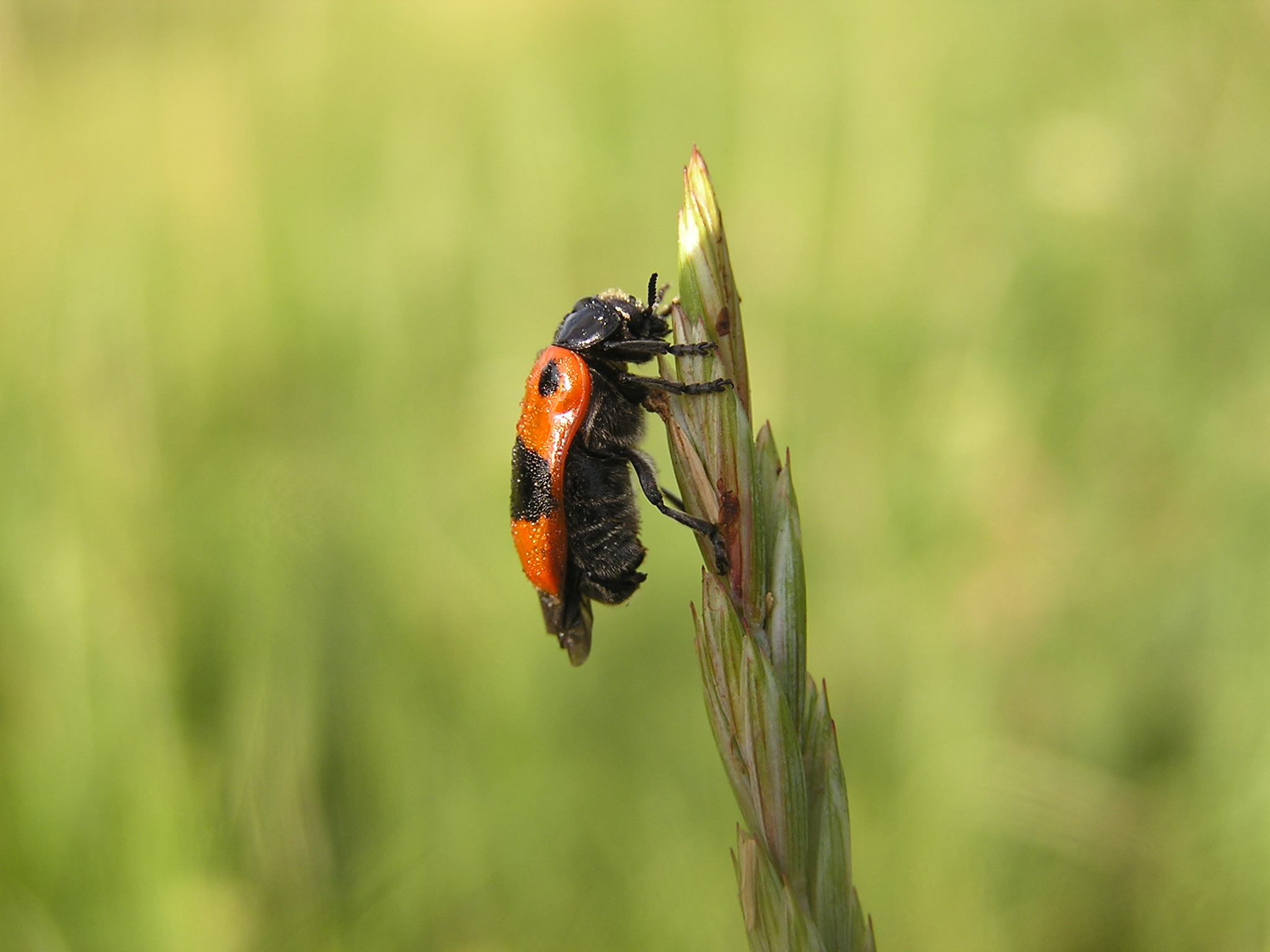
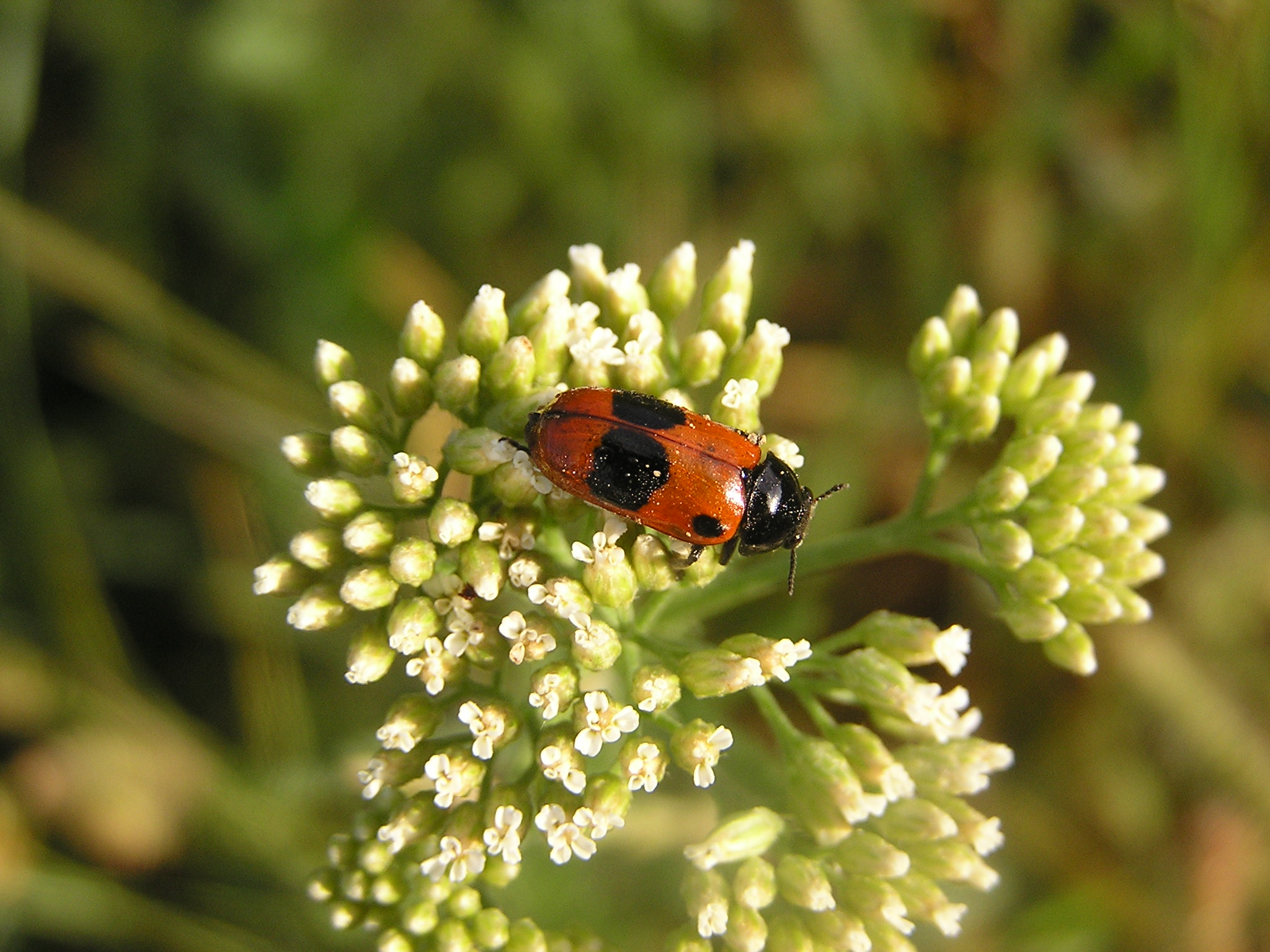
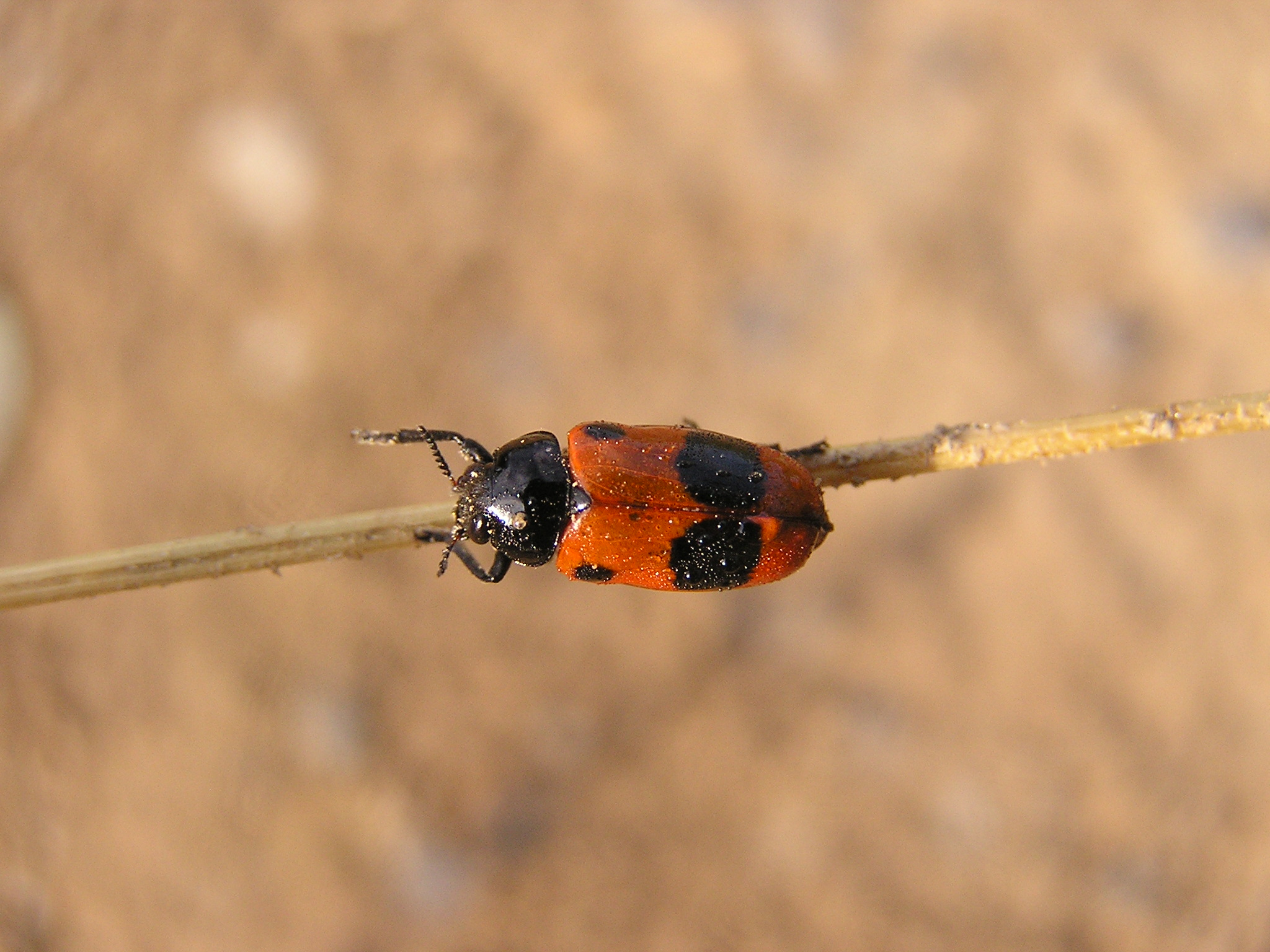